# Filippine ai Giochi della XVI Olimpiade
Le Filippine hanno partecipato ai Giochi della XVI Olimpiade che si sono svolti a Melbourne dal 22 novembre all'8 dicembre 1956 
con una delegazione di 39 atleti, di cui 4 donne, impegnati in 7 discipline,
senza aggiudicarsi medaglie.

## Risultati

### Pallacanestro
| Atleta | Classifica |
| --- | ---------- |
| V · D · M Nazionale filippina - Pallacanestro ai Giochi della XVI Olimpiade 3 Manulat · 4 Campos · 5 Badion · 6 Carbonell · 7 Urra · 8 Barretto · 9 Marquicias · 10 Villamor · 11 Tolentino · 12 Loyzaga · 13 Genato · 14 Lim · All. Leo Prieto | 7°         |
| Nazionale filippina - Pallacanestro ai Giochi della XVI Olimpiade |            |
| 3 Manulat · 4 Campos · 5 Badion · 6 Carbonell · 7 Urra · 8 Barretto · 9 Marquicias · 10 Villamor · 11 Tolentino · 12 Loyzaga · 13 Genato · 14 Lim · All. Leo Prieto                                                                             |            |